# Krzyż trójlistny

Krzyż trójlistny

Krzyż trójlistny

Krzyż trójlistny, krzyż koniczynowy (pot. liściak), krzyż św. Łazarza – jako baza krzyż grecki lub krzyż łaciński, którego wszystkie ramiona zakończone są ornamentem potrójnego liścia koniczyny. Krzyż symbolizuje jedność Chrystusa i Świętej Trójcy, według innej interpretacji – Jezusa wśród dwunastu apostołów. W symbolice kabalistycznej był w przeszłości uznawany jako symbol połączenia trzech religii monoteistycznych (prawosławia, katolicyzmu i islamu), taką interpretację popierali także kartograf Hans Buenting i św. Jan Damasceński.